# Flavipanurgus merceti
Flavipanurgus merceti là một loài Hymenoptera trong họ Andrenidae. Loài này được Vachal mô tả khoa học năm 1910.